# زیبارو
«زیبا رو» (انگلیسی: Khubsoorat) یک فیلم هندی است که در سال ۱۹۸۰ منتشر شد. از بازیگران آن می‌توان به آشوک کومار و راکیش روشن اشاره کرد.
این فیلم در سال ۱۹۸۱ به عنوان بهترین فیلم برنده جایزه فیر شد.

## موضوع فیلم
این فیلم به خشونت موجود در جامعه هند می‌پردازد.